# Cleo (musikalbum)
Cleo är ett musikalbum av Georg Wadenius. LP-skivans Sida 1 är inspelad i Stockholm och Sida 2 är inspelad 3 år tidigare i New York, USA.
Alla sånger: Copyright Camp Music Corp AB. Omslagsfoto: Dan Lindhe. Exekutiv producent: Lars Samuelson.

## Låtlista[1]
Sida 1
1. Cleo (G. Wadenius) 4.57
2. Caribbean stride (G. Wadenius) 6.11
3. Atlantis (G. Wadenius) 4.20
4. A gilly soose (G. Wadenius) 3.45

- Georg Wadenius: Gitarr och "scat"-sång
- Stefan Nilsson: Keyboard. Solo på Caribbean stride
- Peter Ljung: Keyboard
- Lars "Larry" Danielsson: Bas
- Per Lindvall: Trummor, Percussion

Inspelad och mixad hos ATLANTIS Studio i Stockholm 31 Juli - 5 Augusti 1987. Tekniker: Jan Ugand. Producent: Georg Wadenius
Sida 2
1. Gravity boots (G. Wadenius-L. Pendarvis) 7.48
2. The lady laughs (G. Wadenius) 5.25
3. Delusions of adequacy (G. Wadenius) 3.47

- Georg Wadenius: Gitarr
- Pete Cannarozzi: Synthesizer
- Mitch Forman: Piano, Elpiano
- Wayne Pedziwiatr: Bas
- Dave Weckl: Trummor
- Errol "Crusher" Bennet: Percussion
- Leon Pendarvis: Keyboard på Gravity boots

Inspelad och mixad hos Clinton Recording Studios i New York. Tekniker: Ed Rak och Maureen Thompson (Assisterande). Producent: Jeff Mironov och Georg Wadenius.